# Kanton Puerto Quito
Der Kanton Puerto Quito befindet sich in der Provinz Pichincha nordzentral in Ecuador. Er besitzt eine Fläche von 694,9 km². Im Jahr 2022 lag die Einwohnerzahl bei rund 25.100. Verwaltungssitz des Kantons ist die Kleinstadt Puerto Quito mit 3080 Einwohnern (Stand 2010). Der Kanton Puerto Quito wurde am 1. April 1996 gegründet.

## Lage
Der Kanton Puerto Quito liegt im äußersten Nordwesten der Provinz Pichincha. Das Gebiet liegt in einer Beckenlandschaft am Westfuß der Anden. Der Río Blanco fließt entlang der westlichen Kantonsgrenze nach Norden. Dessen rechter Nebenfluss Río Caoni durchquert den Kanton in westlicher Richtung und passiert dabei den Hauptort Puerto Quito. Im Norden reicht der Kanton bis an das Südufer des nach Westen strömenden Río Guayllabamba. Puerto Quito befindet sich 42 km nördlich von Santo Domingo de los Colorados sowie etwa 90 km westnordwestlich der Hauptstadt Quito. Die Fernstraße E28 (La Concordia–San Miguel de los Bancos) durchquert den Kanton und führt an dessen Hauptort vorbei.
Der Kanton Puerto Quito grenzt im Osten an den Kanton Pedro Vicente Maldonado, im Südosten an den Kanton San Miguel de los Bancos, im Süden an die Provinz Santo Domingo de los Tsáchilas mit den Kantonen Santo Domingo und La Concordia, im Westen an die Provinz Esmeraldas mit dem Kanton Quinindé sowie im Norden an den Kanton Cotacachi der Provinz Imbabura.

## Verwaltungsgliederung
Der Kanton Puerto Quito wird von der gleichnamigen Parroquia urbana („städtisches Kirchspiel“) gebildet.

## Geschichte
Entwicklung der Einwohnerzahl im Kanton Puerto Quito bei landesweiten Volkszählungen zum jeweiligen Gebietsstand:
| Jahr                    | Einwohner | +/-    |
| ----------------------- | --------- | ------ |
| 2001                    | 17.100    | –      |
| 2010                    | 20.445    | 19,6 % |
| 2022                    | 25.067    | 22,6 % |
| Datenherkunft: Wikidata |           |        |